# Frédéric Arnault
Frédéric Arnault, né le 7 novembre 1994, est un homme d'affaires français. Président-directeur général de la marque de montres suisses TAG Heuer de 2020 à 2024, il est ensuite nommé PDG de la nouvelle division Montres du groupe LVMH début 2024, et directeur général délégué de Financière Agache en juin 2024.

## Biographie

### Famille et formation
Frédéric Arnault est le fils de Bernard Arnault, propriétaire du groupe LVMH , et de la pianiste canadienne Hélène Mercier. Il a deux frères, Alexandre Arnault et Jean Arnault, et est le demi-frère de Delphine Arnault et de Antoine Arnault.
Élève au lycée Saint-Louis-de-Gonzague puis au lycée Louis-le-Grand, il entre à l'École polytechnique en 2014 et sort diplômé en 2018.

### Startup NEOS
En 2017 il cofonde avec un camarade de l’École polytechnique la startup NEOS spécialisée dans le paiement mobile qu’il revendra un an et demi plus tard pour 20 millions d’euros à la banque BNP Paribas.

### TAG Heuer
Le 4 juin 2020, il devient à 25 ans le président-directeur général de TAG Heuer,,,. Il choisit Ryan Gosling comme ambassadeur de la marque.
Il développe la montre connectée, qui représente 15 % du chiffre d'affaires de TAG Heuer en 2022. Il développe également le commerce électronique. Après plusieurs tentatives malheureuses, il arrive à conclure un partenariat avec Porsche. En 2022, il lance la TAG Heuer Carrera Plasma, une montre chronographe avec 12 carats de diamants vendue à 500 000 dollars.
Au cours de sa présidence de TAG Heuer, le chiffre d'affaires de la société a augmenté de 50 %, atteignant 780 millions d'euros en 2022.

### Sous-division «Montres» de LVMH
Le 1er février 2024, il devient patron de la sous-division « Montres » de LVMH, qui rassemble TAG Heuer, Zénith et Hublot, soit 1,7 milliard d’euros de chiffre d’affaires. Il est alors remplacé par Julien Tornare à la présidence de TAG Heuer. À ce titre, Frédéric Arnault est rattaché à la division « Montres et Joaillerie » dirigée par Stéphane Bianchi, qui fait 8 milliards d'euros de chiffre d'affaires. En même temps, Frédéric Arnault est nommé membre du conseil d'administration du groupe LVMH,,,.
Il est nommé directeur général délégué de Financière Agache en juin 2024, à la place de Nicolas Bazire,. En avril 2025, il quitte la division « Montres » de LVMH pour rejoindre Loro Piana.

### Vie privée
Frédéric Arnault  est pianiste amateur depuis son jeune âge. En mars 2017, il  donne un concert à Moscou devant 2000 personnes accompagné par l'Orchestre philharmonique de Moscou, avec sa mère, la pianiste Hélène Mercier-Arnault et son père, lui aussi pianiste amateur.
En juillet 2023, des journaux rapportent que Frédéric Arnault serait en couple avec la chanteuse Lisa. La rumeur n'a jamais été confirmée ou déniée par Frédéric Arnault ou Lisa. Cependant, ils sont fréquemment aperçus ensemble lors de sorties privées depuis ce jour,.  À travers les paroles de son single Moonlit Floor, Lisa semble confirmer implicitement sa relation avec Frédéric Arnault.
Il parle couramment l'anglais, l'allemand et l'italien.